# Sargón I de Acad

Mapa de la extensión del Imperio acadio con las conquistas de Sargón y las principales revueltas posteriores. Los 150 años de dominio acadio dejaron un profundo recuerdo en la mentalidad mesopotámica, que, en los siglos posteriores, sería la cuna de grandes imperios sucesivos, cuyos monarcas, Sargón y su nieto, Naram-Sim, se convertirían en los modelos arquetípicos de un Emperador. Sobre el primero se proyectaron las virtudes a seguir, convirtiéndole en mito; sobre el segundo, el antimodelo del Imperio agotado en sofocar rebeliones.

Sargón de Acadia o Sargón de Acad, también conocido como Sargón el Grande (en acadio Sharrum-kin, "rey legítimo", "rey verdadero") (c. 2360 a. C.-2279 a. C.). Esta fecha puede no ser correcta, en particular por la secuencia descendente de las fechas antes de Cristo. a. C., según la cronología corta), fue el fundador y primer rey del Imperio acadio entre 2335 a. C. y 2279 a. C. Su descendencia gobernó Mesopotamia durante el siguiente siglo y medio. Su Imperio se extendía desde Elam hasta el mar Mediterráneo, incluyendo la región de los ríos Tigris y Éufrates, partes de las modernas Irán, Siria y posiblemente partes de la actual Turquía. Su capital fue Acadia (conocida también como Agadé).

## Orígenes y ascenso
La leyenda sumeria de Sargón presenta a su padre como La’ibum. Describe cómo Sargón se convirtió en el copero de Urzababa, el rey de Kish en Sumeria. Sargón tuvo un sueño en el que fue favorecido por la diosa Inanna, la cual ahoga a Urzababa en un río de sangre. Sargón se lo cuenta a Urzababa y este intenta eliminar a Sargón, pero Inanna le previene. Urzababa envía a Sargón al rey Lugalzagesi de Umma con un mensaje en una tabla de arcilla para que mate a Sargón (la leyenda parece estar perdida en este punto, supuestamente describe cómo Sargón llega a hacerse rey).
En la batalla de Uruk (aprox. 2271 a. C.) venció con cerca de 5000 hombres a Lugalzagesi, pasando a dominar Mesopotamia. Los sumerios, acostumbrados a la lucha cuerpo a cuerpo (con espadas, lanzas y escudos) no podían hacer frente a los poderosos arcos de los semitas, que además estaban mejor entrenados y tenían mejores carros de batalla.
Los acadios impusieron una táctica que se estableció en Medio Oriente durante milenios, primero llevando a cabo un feroz ataque con arcos y flechas, para posteriormente, al acercarse, usar lanzas y en combate cuerpo a cuerpo recurrir a las espadas. En caso de derrota podían refugiarse en fortalezas y siempre tenían grupos de exploradores para evitar emboscadas. Los carros de combate se usaban para destrozar las fuerzas enemigas, rodearlas y perseguirlas.
De la lista de reyes sumerios: "en Agadé, Sargón, cuyo padre era jardinero, el copero de Urzababa, llegó a ser rey de Agadé, quien construyó Agadé, gobernó durante 56 años". Desconcertantemente, Urzababa y Lugalzagesi están listados como reyes, pero varias generaciones aparte. Sin embargo, se supone que Urzababa tenía que haber vivido en el palacio de Kish mucho después de perder su reino de Sumeria.
Un texto asirio del siglo VII a. C., que se presenta como la autobiografía de Sargón, afirma que el gran rey era el hijo ilegítimo de una sacerdotisa. En el texto Sargón cuenta su nacimiento, y su primera infancia se describe así:

Mi madre fue suma sacerdotisa en Azupiranu, ciudad que está situada a orillas del Éufrates. Mi madre en secreto me parió. Me dejó en una cesta de junco, con betún me selló la tapa. Me echó al río, que se alzó sobre mí. El río me cargó y me llevó a Akki el aguador. Akki el aguador me tomó como su hijo y me crio. Akki el aguador me nombró su jardinero. Aunque yo era un jardinero, Ishtar me concedió su amor, y durante cuatro y […] años he ejercido la monarquía.

Sargón es el sucesor de Lugalzagesi y fundador de una nueva dinastía. Pudo reinar en sus últimos años como verdadero "Rey de la totalidad" (shar kishshati), asentando las bases estructurales de un verdadero Imperio universal, basado en un nuevo concepto de sucesión dinástica y de legitimidad divina centrados en una familia real particular. Promovió una política de entendimiento entre las etnias semita y sumeria, designó el sumerio como lengua oficial junto con el acadio y mantuvo a no pocos jefes sumerios en sus anteriores cargos. La propiedad privada, el comercio y las artes conocieron un gran momento de esplendor durante su reinado. Gracias a diferentes documentos se sabe que su esposa fue Tashlultum, de la que tuvo a sus hijos Rimush, Manishtushu y su hija Enheduanna.
Sargón murió alrededor de 2215 a. C. Su imperio se rebeló de inmediato al enterarse de la muerte del rey. La mayoría de las revueltas fueron reprimidas por su hijo y sucesor Rimush, que reinó durante los siguientes 9 años y su nieto Naram Sim restableció el orden y emprendió nuevas campañas hacia Arabia y Persia.
Debido a su total destrucción por los guti, no se conoce la situación exacta de la ciudad de Akkad o Agadé, tampoco del país propiamente acadio, para el que solo podemos dar vagas referencias.